# 上野市駅
上野市駅（うえのしえき）は、三重県伊賀市上野丸之内にある、伊賀鉄道伊賀線の駅である。
駅が所在する伊賀市は伊賀流忍者の里として知られており、市内の主要駅である当駅は忍者市駅（にんじゃしえき、英: Ninja City Sta.）の愛称も持つ。
駅構内に伊賀鉄道の本社が併設されており、伊賀鉄道の車両基地（上野市車庫）もある。

## 歴史

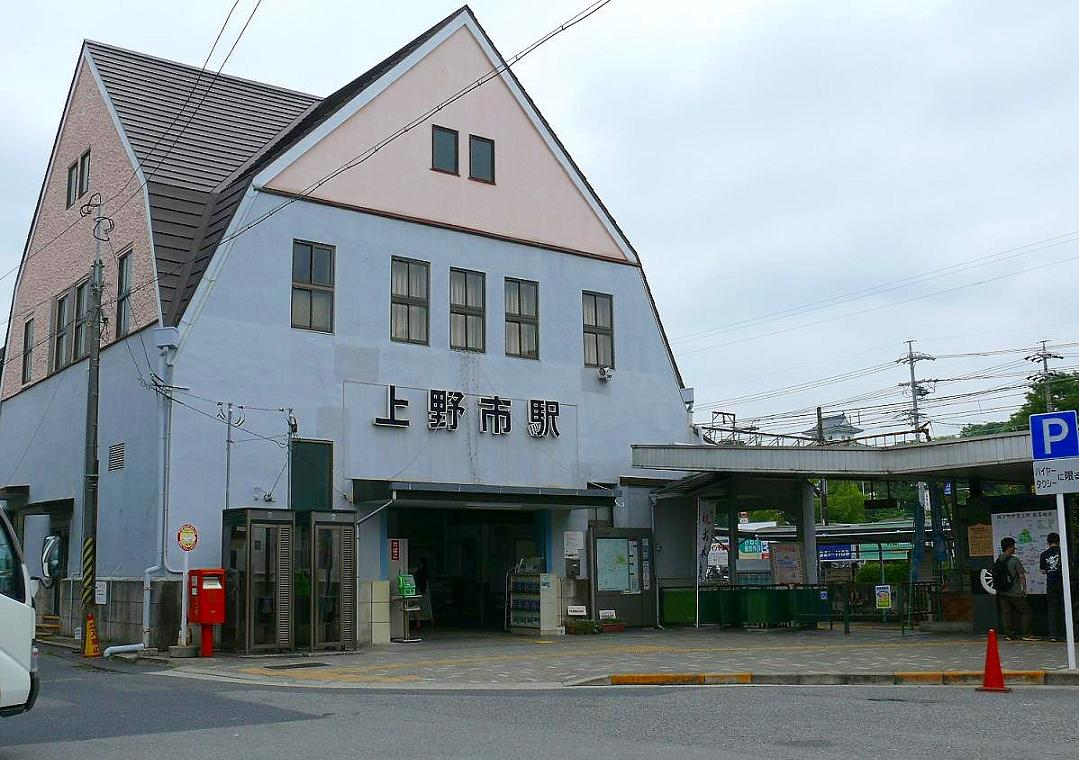
愛称を併記する前の駅舎（2007年6月）

- 1916年（大正5年）8月8日：開業[1]。上野駅連絡所（現・伊賀上野駅） - 上野町駅間開通に伴う開業で、当時の駅名は上野町駅であった[6]。この時点の路線名は「伊賀軌道」であった。
- 1917年（大正6年）12月20日：社名変更により伊賀鉄道（旧）の駅となった。
- 1922年（大正11年）7月18日：伊賀鉄道の上野町駅 - 西名張駅間の開業により途中駅となった。
- 1926年（大正15年）12月19日：社名変更により伊賀電気鉄道の駅となった。
- 1929年（昭和4年）3月31日：会社合併により大阪電気軌道伊賀線の駅となった。
- 1931年（昭和6年）9月26日：路線譲渡により、当駅も参宮急行電鉄へ譲渡。
- 1941年（昭和16年）
  - 3月15日：大阪電気軌道が参宮急行電鉄を合併、新発足した関西急行鉄道へ移管。
  - 9月10日：上野市駅に改称。
- 1944年（昭和19年）6月1日：太平洋戦争下の戦時合併により関西急行鉄道が近畿日本鉄道に改組され、同社へ移管。
- 1973年（昭和48年）10月1日：貨物営業廃止。
- 2002年（平成14年）：第4回中部の駅百選に選定された。
- 2007年（平成19年）10月1日：経営分離により伊賀鉄道（新）へ移管。
- 2017年（平成29年）4月1日：伊賀線の公有民営化により近鉄から伊賀市へ譲渡。
- 2019年（平成31年）
  - 2月22日：伊賀市が「忍者市駅」を愛称として駅舎に併記[3][4][5][7]。
  - 2月27日：多言語対応の自動券売機を導入[8]。
- 2020年（令和2年）7月17日：駅舎が国の登録有形文化財に答申される[9]。
- 2021年（令和3年）2月4日：駅舎が国の登録有形文化財に登録される[10][11][12]。

## 駅構造

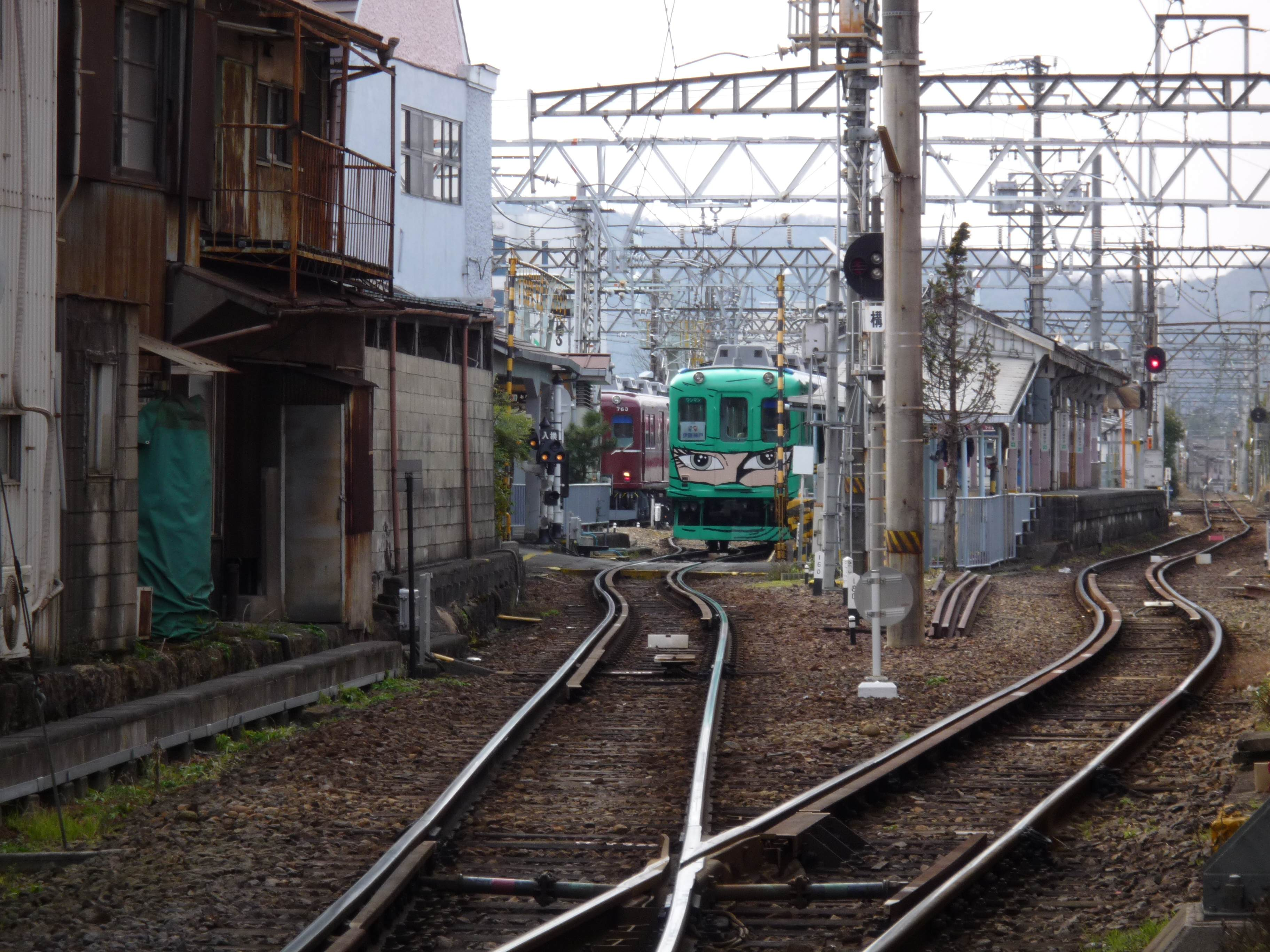
ホーム停車中の列車（2番のりば）は伊賀神戸行き、空きホーム（1番のりば）は伊賀上野行きのりば（2009年2月、踏切から）

島式ホーム1面2線を持つ、行違い可能な地上駅である。駅舎は開業から1年後の1917年9月に完成したものを使用しており、木造3階建てで洋風の腰折屋根を十字方向に重ねた特徴的な外観を持っている。2020年7月17日に国の登録有形文化財に答申され、翌年2月4日に登録された。ホームへは構内踏切で連絡している。
トイレは改札内に設置されており、男女別で水洗式である。

### のりば
| のりば | 路線    | 方向 | 行先         |
| ------ | ------- | ---- | ------------ |
| 1      | ■伊賀線 | 上り | 伊賀上野方面 |
| 2      | ■伊賀線 | 下り | 伊賀神戸方面 |

付記事項
- 伊賀神戸方面の一部列車は1番のりば発着に変更となる（※1番のりばは両方向の到着・出発に対応している）。
- 上野市車庫との入出庫は2番のりば側しかできない（※駅ホームから入出庫することができないため、駅東側でスイッチバックを行って上野市車庫へ入出庫する）。
- 側線（1線）を有している（※こちらも駅ホームから入出線することができないため、駅西側でスイッチバックを行わないといけない）。
- 当駅を境に運転系統が分かれており、伊賀神戸方面と伊賀上野方面を通して乗る場合は、基本的に乗り換えを必要とするが、直通する列車も設定されている。
- 当駅は伊賀鉄道線で唯一の夜間滞泊設定駅となっている。

## 特徴
- ホームにある屋根の庇（）に忍者の人形が張り付いている[14][15]。
- 駅名は「上野市」であるが、ホームには「忍者市駅」と記した手裏剣型の案内板がある[注釈 1][5]。
- 駅舎の壁や庇の上には黒色の小さな忍者像がある[5]。
- 駅舎内にある窓口は、定期券と近鉄特急の特急券うりばを兼ねている[13]。特急券の販売は、伊賀鉄道へ移管した後も販売が継続されている。
- 駅名となった上野市は2004年（平成16年）11月1日に実施した市町村合併で（周辺の市町村と合併して）伊賀市となった[16]。自治体名としての上野市は消滅したが、駅名の改称は行われなかった。当時の所属事業者だった近畿日本鉄道（近鉄）は2007年（平成19年）10月1日に経営分離を行い、当駅を含む伊賀線の所属事業者は伊賀鉄道（新）に移管したが、この時も駅名の改称は行われなかった。

## 当駅乗降人員
近年における当駅の1日乗降人員の調査結果は以下の通りで、伊賀鉄道の利用者数は伊賀神戸駅に次いで2番目に多い。
- 2021年11月9日：1,162人（乗車：576人、降車：586人）[17]
- 2018年11月13日：1,718人（乗車：998人、降車：720人）[18]
- 2015年11月10日：1,828人（乗車：1,018人、降車：810人）
- 2012年11月13日：1,760人（乗車：847人、降車：913人）
- 2010年11月9日：1,901人
- 2008年11月14日：2,065人
- 2005年11月8日：2,540人（当時近鉄伊賀線）

## 利用状況
主として通勤・通学に利用されるほか、伊賀市の中心駅として観光客も利用する。
上野市駅の利用状況の変遷を下表に示す。
- 輸送実績（乗車人員）の単位は人であり、年度での総計値を示す。年度間の比較に適したデータである。
- 乗降人員調査結果は任意の1日における値（単位：人）である。調査日の天候・行事等の要因によって変動が大きいので年度間の比較には注意を要する。
- 表中、最高値を赤色で、最高値を記録した年度以降の最低値を青色で、最高値を記録した年度以前の最低値を緑色で表記している。

| 年度別利用状況（上野市駅） | 年度別利用状況（上野市駅）           | 年度別利用状況（上野市駅）           | 年度別利用状況（上野市駅）           | 年度別利用状況（上野市駅）           | 年度別利用状況（上野市駅） | 年度別利用状況（上野市駅） | 年度別利用状況（上野市駅） |
| 年 度                      | 当駅分輸送実績（乗車人員）：人／年度 | 当駅分輸送実績（乗車人員）：人／年度 | 当駅分輸送実績（乗車人員）：人／年度 | 当駅分輸送実績（乗車人員）：人／年度 | 乗降人員調査結果 人／日    | 乗降人員調査結果 人／日    | 特 記 事 項                |
| -------------------------- | ------------------------------------ | ------------------------------------ | ------------------------------------ | ------------------------------------ | -------------------------- | -------------------------- | -------------------------- |
| 年 度                      | 通勤定期                             | 通学定期                             | 定期外                               | 合 計                                | 調査日                     | 調査結果                   | 特 記 事 項                |
| 1950年（昭和25年）         | 663,330                              | ←←←←                                 | 390,608                              | 1,053,938                            |                            |                            |                            |
| 1951年（昭和26年）         | 718,950                              | ←←←←                                 | 443,219                              | 1,162,169                            |                            |                            |                            |
| 1952年（昭和27年）         | 699,510                              | ←←←←                                 | 493,771                              | 1,193,281                            |                            |                            |                            |
| 1953年（昭和28年）         | 681,810                              | ←←←←                                 | 403,142                              | 1,084,952                            |                            |                            |                            |
| 1954年（昭和29年）         | 611,940                              | ←←←←                                 | 432,667                              | 1,044,607                            |                            |                            |                            |
| 1955年（昭和30年）         | 612,720                              | ←←←←                                 | 469,801                              | 1,082,521                            |                            |                            |                            |
| 1956年（昭和31年）         | 615,330                              | ←←←←                                 | 434,596                              | 1,049,926                            |                            |                            |                            |
| 1957年（昭和32年）         | 584,700                              | ←←←←                                 | 409,109                              | 993,809                              |                            |                            |                            |
| 1958年（昭和33年）         | 591,810                              | ←←←←                                 | 415,629                              | 1,007,439                            |                            |                            |                            |
| 1959年（昭和34年）         | 536,550                              | ←←←←                                 | 386,395                              | 922,945                              |                            |                            |                            |
| 1960年（昭和35年）         | 580,320                              | ←←←←                                 | 366,168                              | 946,488                              |                            |                            |                            |
| 1961年（昭和36年）         | 573,180                              | ←←←←                                 | 335,227                              | 908,407                              |                            |                            |                            |
| 1962年（昭和37年）         | 648,600                              | ←←←←                                 | 351,511                              | 1,000,111                            |                            |                            |                            |
| 1963年（昭和38年）         | 709,380                              | ←←←←                                 | 389,605                              | 1,098,985                            |                            |                            |                            |
| 1964年（昭和39年）         | 802,650                              | ←←←←                                 | 443,068                              | 1,245,718                            |                            |                            |                            |
| 1965年（昭和40年）         | 867,750                              | ←←←←                                 | 443,145                              | 1,310,895                            |                            |                            |                            |
| 1966年（昭和41年）         | 938,670                              | ←←←←                                 | 419,995                              | 1,358,665                            |                            |                            |                            |
| 1967年（昭和42年）         | 918,150                              | ←←←←                                 | 414,296                              | 1,332,446                            |                            |                            |                            |
| 1968年（昭和43年）         | 897,120                              | ←←←←                                 | 394,690                              | 1,291,810                            |                            |                            |                            |
| 1969年（昭和44年）         | 1,022,490                            | ←←←←                                 | 392,853                              | 1,415,343                            |                            |                            |                            |
| 1970年（昭和45年）         | 880,230                              | ←←←←                                 | 402,614                              | 1,282,844                            |                            |                            |                            |
| 1971年（昭和46年）         | 846,510                              | ←←←←                                 | 397,823                              | 1,244,333                            |                            |                            |                            |
| 1972年（昭和47年）         | 811,680                              | ←←←←                                 | 450,654                              | 1,262,334                            |                            |                            |                            |
| 1973年（昭和48年）         | 833,490                              | ←←←←                                 | 450,657                              | 1,284,147                            |                            |                            |                            |
| 1974年（昭和49年）         | 811,530                              | ←←←←                                 | 441,451                              | 1,252,981                            |                            |                            |                            |
| 1975年（昭和50年）         | 748,410                              | ←←←←                                 | 442,561                              | 1,190,971                            |                            |                            |                            |
| 1976年（昭和51年）         | 718,500                              | ←←←←                                 | 382,600                              | 1,101,100                            |                            |                            |                            |
| 1977年（昭和52年）         | 701,970                              | ←←←←                                 | 368,879                              | 1,070,849                            |                            |                            |                            |
| 1978年（昭和53年）         | 699,600                              | ←←←←                                 | 373,585                              | 1,073,185                            |                            |                            |                            |
| 1979年（昭和54年）         | 703,860                              | ←←←←                                 | 348,754                              | 1,052,614                            |                            |                            |                            |
| 1980年（昭和55年）         | 699,900                              | ←←←←                                 | 347,476                              | 1,017,376                            |                            |                            |                            |
| 1981年（昭和56年）         | 613,980                              | ←←←←                                 | 321,002                              | 934,982                              |                            |                            |                            |
| 1982年（昭和57年）         | 583,020                              | ←←←←                                 | 323,163                              | 906,183                              | 11月16日                   | 3,167                      |                            |
| 1983年（昭和58年）         | 579,180                              | ←←←←                                 | 316,775                              | 895,955                              | 11月8日                    | 3,276                      |                            |
| 1984年（昭和59年）         | 548,460                              | ←←←←                                 | 300,267                              | 848,727                              | 11月6日                    | 3,283                      |                            |
| 1985年（昭和60年）         | 525,600                              | ←←←←                                 | 293,072                              | 818,672                              | 11月12日                   | 3,182                      |                            |
| 1986年（昭和61年）         | 505,770                              | ←←←←                                 | 300,675                              | 806,445                              | 11月11日                   | 3,061                      |                            |
| 1987年（昭和62年）         | 514,830                              | ←←←←                                 | 281,865                              | 796,695                              | 11月10日                   | 2,918                      |                            |
| 1988年（昭和63年）         | 529,770                              | ←←←←                                 | 274,884                              | 804,654                              | 11月8日                    | 3,233                      |                            |
| 1989年（平成元年）         | 567,450                              | ←←←←                                 | 279,393                              | 846,843                              | 11月14日                   | 3,161                      |                            |
| 1990年（平成2年）          | 575,250                              | ←←←←                                 | 281,923                              | 857,173                              | 11月6日                    | 3,747                      |                            |
| 1991年（平成3年）          | 586,350                              | ←←←←                                 | 273,419                              | 857,769                              |                            |                            |                            |
| 1992年（平成4年）          | 546,630                              | ←←←←                                 | 260,787                              | 807,417                              | 11月10日                   | 3,314                      |                            |
| 1993年（平成5年）          | 530,250                              | ←←←←                                 | 254,232                              | 784,482                              |                            |                            |                            |
| 1994年（平成6年）          | 520,920                              | ←←←←                                 | 201,367                              | 722,287                              |                            |                            |                            |
| 1995年（平成7年）          | 522,210                              | ←←←←                                 | 181,604                              | 703,814                              | 12月5日                    | 2,951                      |                            |
| 1996年（平成8年）          | 513,240                              | ←←←←                                 | 162,972                              | 676,212                              |                            |                            |                            |
| 1997年（平成9年）          | 499,290                              | ←←←←                                 | 146,457                              | 645,747                              |                            |                            |                            |
| 1998年（平成10年）         | 491,910                              | ←←←←                                 | 139,473                              | 631,383                              |                            |                            |                            |
| 1999年（平成11年）         | 473,880                              | ←←←←                                 | 130,081                              | 603,961                              |                            |                            |                            |
| 2000年（平成12年）         | 447,330                              | ←←←←                                 | 121,885                              | 569,215                              |                            |                            |                            |
| 2001年（平成13年）         | 427,320                              | ←←←←                                 | 113,638                              | 540,958                              |                            |                            |                            |
| 2002年（平成14年）         | 420,120                              | ←←←←                                 | 108,655                              | 528,775                              |                            |                            |                            |
| 2003年（平成15年）         | 408,720                              | ←←←←                                 | 106,336                              | 515,056                              |                            |                            |                            |
| 2004年（平成16年）         | 405,540                              | ←←←←                                 | 104,877                              | 510,417                              |                            |                            |                            |
| 2005年（平成17年）         | 403,020                              | ←←←←                                 | 97,937                               | 500,957                              | 11月8日                    | 2,540                      |                            |
| 2006年（平成18年）         | 383,640                              | ←←←←                                 | 95,470                               | 479,110                              |                            |                            |                            |
| 2007年（平成19年）         | 435,930                              | ←←←←                                 | 103,090                              | 539,020                              |                            |                            |                            |
| 2008年（平成20年）         | 365,130                              | ←←←←                                 | 114,510                              | 479,640                              | 11月14日                   | 2,065                      |                            |
| 2009年（平成21年）         | 347,010                              | ←←←←                                 | 102,753                              | 449,763                              |                            |                            |                            |
| 2010年（平成22年）         | 347,370                              | ←←←←                                 | 94,660                               | 442,030                              | 11月9日                    | 1,901                      |                            |

## 駅周辺

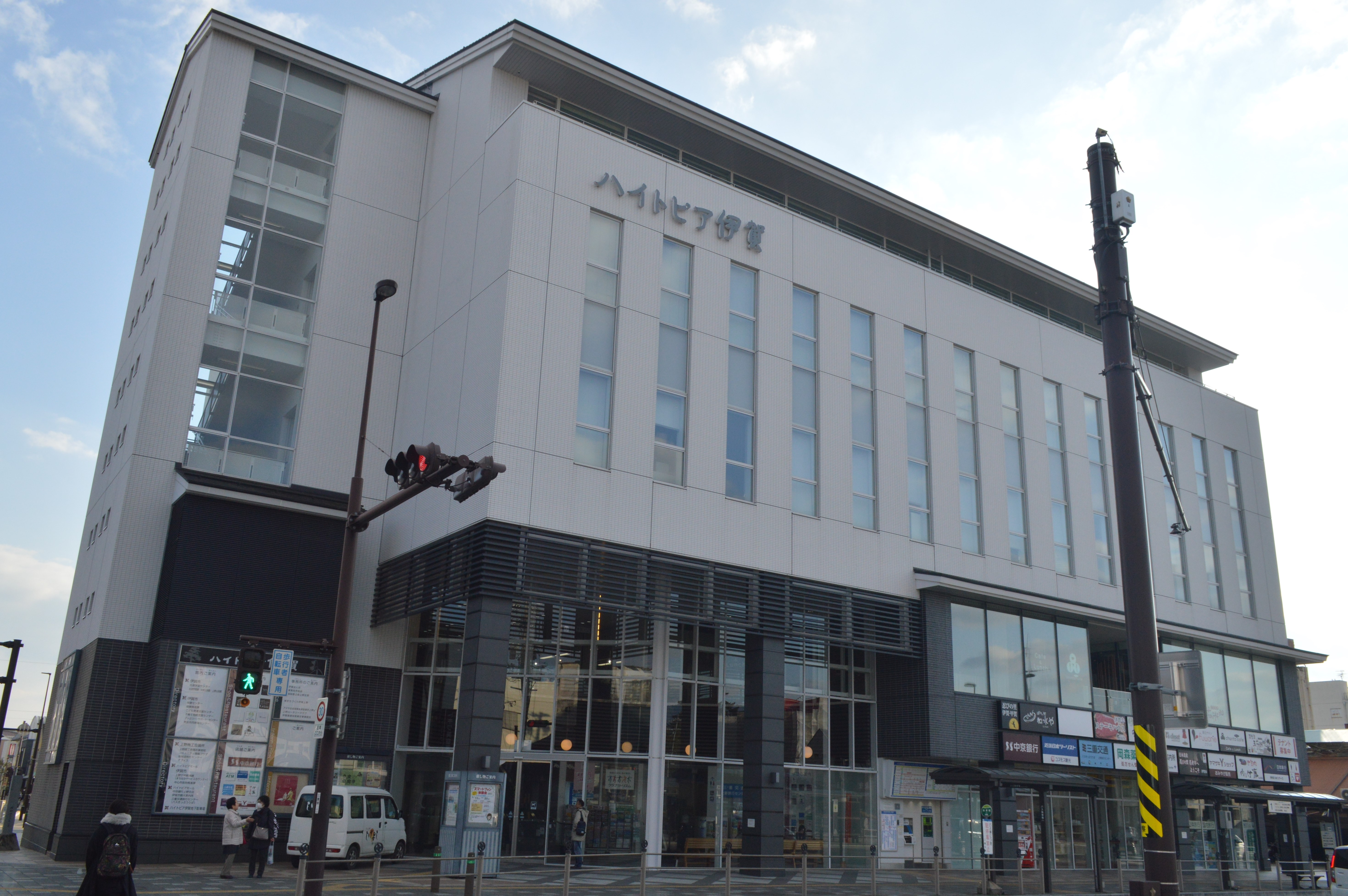
駅前の再開発に伴って建設された、ハイトピア伊賀

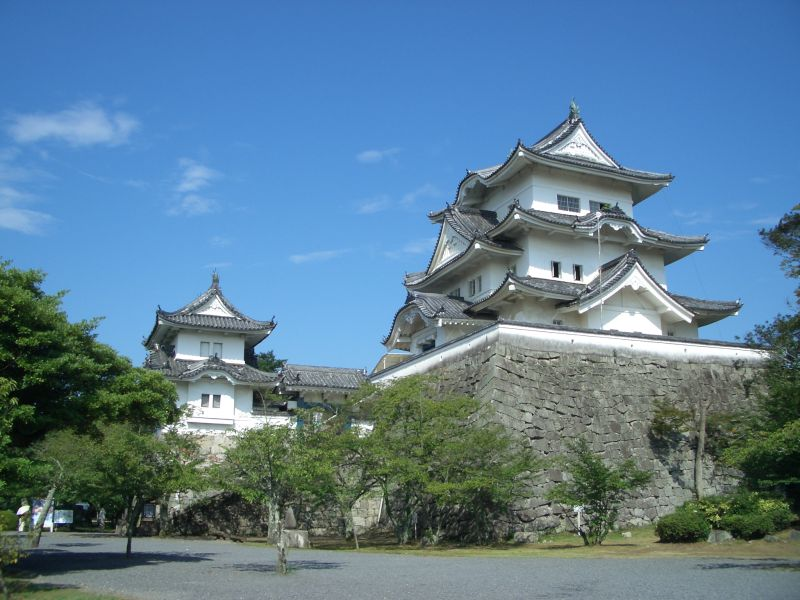
上野城（駅の北、旧伊賀市役所の先の上野公園内に建つ）

商業地の一角にあるが、民家が点在する。旧市役所や上野公園（上野城など）は駅北側、複合施設のビル（ハイトピア伊賀）や商店街は駅南側にある。なお、商業施設は駅南側に集中している。
- 鉄郎・メーテルブロンズ像
  - 松本零士がデザインしたもの。上野市ゆめが丘に設置されていたが、再開発に伴って移転することになり、2013年（平成25年）10月に当駅前へ移設された[19][20]。
- 旧伊賀市役所
- ハイトピア伊賀
- 伊賀市上野図書館
- 津地方検察庁伊賀支部・伊賀区検察庁
- 津地方裁判所伊賀支部・伊賀簡易裁判所
- 津家庭裁判所上野支部
- 伊賀警察署丸の内交番
- 上野郵便局
- 三重県立上野高等学校
- 伊賀市立崇広中学校
- 伊賀市立上野西小学校
- 上野公園[5]
  - 上野城[5]
  - 伊賀流忍者博物館[5]
  - 俳聖殿[5]
  - 芭蕉翁記念館
- 芭蕉翁生家
- 芭蕉翁故郷塚
- 崇広堂
- 菅原神社（上野天神宮）
- 万吉稲荷神社[21]
- だんじり会館
- 伊賀信楽古陶館
- 桔梗屋織居[22] - おかゆ大福などを扱う老舗（創業400余年[22]）の和菓子屋
- 新天地商店街

## バス路線
上野市駅から旧駅前広場を挟んだ場所にあった上野産業会館の前にのりばが並んでいため、停留所の名称は長らく「上野産業会館」だったが、駅前再開発により、上野産業会館が取り壊され、ハイトピア伊賀が完成した後、2013年3月4日に停留所を新駅前広場に移転し、同年4月1日に停留所名を「上野市駅」に改称した。同停留所には下記の各路線が乗り入れるが、各路線とも三重交通が運行する。
| 上野市駅 | 上野市駅         | 上野市駅             | 上野市駅 | 上野市駅         | 上野市駅         | 上野市駅                                            | 上野市駅 |
| 乗り場   | 運行形態         | 運行事業者           | 系統     | 路線名           | 行先             | 備考                                                | 出典     |
| -------- | ---------------- | -------------------- | -------- | ---------------- | ---------------- | --------------------------------------------------- | -------- |
| 1        | 高速バス         | 三重交通             | 62       | 名古屋上野高速線 | 名鉄バスセンター | 昼行路線                                            | [ 24 ]   |
| 1        | 路線バス         | 三重交通             | 60       | 上野山添線       | 国道山添         |                                                     | [ 24 ]   |
| 2        | 路線バス         | 三重交通             | 27       | 柘植線           | 新堂駅南口       |                                                     | [ 24 ]   |
| 2        | 路線バス         | 三重交通             | 29       | 柘植線           | 新堂駅南口       |                                                     | [ 24 ]   |
| 2        | 路線バス         | 三重交通             | 32       | 諏訪・予野線     | 諏訪下出         | 平日のみ運行                                        | [ 24 ]   |
| 2        | 路線バス         | 三重交通             | 42       | 西山・島ヶ原線   | 西山             |                                                     | [ 24 ]   |
| 2        | 路線バス         | 三重交通             | 42       | 西山・島ヶ原線   | 中矢             |                                                     | [ 24 ]   |
| 2        | 路線バス         | 三重交通             | 52       | 月瀬線           | 桃香野口         |                                                     | [ 24 ]   |
| 2        | 路線バス         | 三重交通             | 53       | 月瀬線           | 桃香野口         |                                                     | [ 24 ]   |
| 2        | 路線バス         | 三重交通             | 71       | 上野名張線       | 伊賀上野駅前     |                                                     | [ 24 ]   |
| 3        | 路線バス         | 三重交通             | 10       | 阿波線           | 汁付             | 朝1便のみ。「子延口」（）は通過                     | [ 24 ]   |
| 3        | 路線バス         | 三重交通             | 12       | 阿波線           | 汁付             |                                                     | [ 24 ]   |
| 3        | 路線バス         | 三重交通             | 16       | 友生線           | 上野市駅         | 日曜・祝日は運休 （上野市駅行きは片回り循環路線）   | [ 24 ]   |
| 3        | 路線バス         | 三重交通             | 16       | 友生線           | 高山             | 日曜・祝日は運休 （上野市駅行きは片回り循環路線）   | [ 24 ]   |
| 3        | 路線バス         | 三重交通             | 26       | 玉滝線           | 阿山支所前       |                                                     | [ 24 ]   |
| 3        | 路線バス         | 三重交通             | 32       | 諏訪・予野線     | 治田西口         | 平日のみ運行                                        | [ 24 ]   |
| 3        | 路線バス         | 三重交通             | 71       | 上野名張線       | 名張駅前         |                                                     | [ 24 ]   |
| 3        | 路線バス         | 三重交通             | 74       | 上野名張線       | 岡波総合病院     |                                                     | [ 24 ]   |
| 4        | コミュニティバス | 上野コミュニティバス | にんまる | 内回り循環       | 上野市駅         | 各路線とも、片回り循環 （西コースと東コースを運行） | [ 25 ]   |
| 4        | コミュニティバス | 上野コミュニティバス | にんまる | 外回り循環       | 上野市駅         | 各路線とも、片回り循環 （西コースと東コースを運行） | [ 25 ]   |

（バス乗り場の出典：上野市駅（停留所案内図） - 三重交通）

## 上野市駅が登場する作品
- フォークシンガーの西岡たかしは、この駅をモチーフにした曲『上野市』（うえのまち）を作詞・作曲・歌唱しており、電車が伊賀神戸方面から桑町 - 茅町 - 広小路を経て当駅に向かう様子が描かれている[26]。
- 映画『忍者ハットリくん ニンニンふるさと大作戦の巻』（1983年公開）の藤子不二雄Aによる原作漫画では、主人公ハットリくんとその仲間たちが東京駅から東海道新幹線・関西本線経由で、伊賀上野駅から近鉄伊賀線（当時）に乗車し、当駅で下車する描写が見られ、当駅の駅舎も再現されている。なお、映画では伊賀上野駅の駅舎のみ登場する。

## 隣の駅
伊賀鉄道
■伊賀線
西大手駅 - 上野市駅 - 広小路駅